# Posidonieto Isola di San Pietro - Torre Canneto
Posidonieto Isola di San Pietro - Torre Canneto este o arie protejată (arie specială de conservare — SAC, sit de importanță comunitară — SCI) din Italia întinsă pe o suprafață de 3.148 ha, integral marine.

## Localizare
Centrul sitului Posidonieto Isola di San Pietro - Torre Canneto este situat la coordonatele 40°18′38″N 17°25′47″E / 40.310556°N 17.429722°E.

## Înființare
Situl Posidonieto Isola di San Pietro - Torre Canneto a fost declarat sit de importanță comunitară în iunie 1995 pentru a proteja un număr necunoscut de specii din flora spontană și fauna sălbatică aflate în arealul zonei. Situl a fost protejat și ca arie specială de conservare în martie 2018.

## Biodiversitate
Situată în ecoregiunea mediteraneană, aria protejată conține 1 habitat natural: Straturi cu Posidonia (Posidonion oceanicae).
La baza desemnării sitului se află un număr nedeclarat de specii protejate.